# Libel·làtics
S'anomenaven libel·làtics als cristians que, a fi de lliurar-se de la persecució, aconseguien un certificat que acreditava que havien fet sacrificis als déus.
A la persecució de Deci va haver molts cristians que, a fi que no els obliguessin a realitzar sacrificis públicament als déus, segons les ordres de l'emperador, aconseguien dels magistrats per gràcia o mitjançant suborns certificats d'haver obeït les ordres imperials i que estava prohibit d'inquietar-los en matèria religiosa, en disposar d'aquests certificats anomenats libelli, d'on prové el terme libel·làtic.

## Interpretació
Els centuriadors de Magdeburg i Tillemont pensen que els libel·làtics no renunciaven realment a la seva fe, ni sacrificaven als ídols i que el certificat que aconseguien era fals. Segons Tillemont, els libel·làtics eren els quals anaven a trobar els magistrats o enviaven algú que declarés que eren cristians i com a tals no podien sacrificar als déus, així que els donaven una quantitat de diners i els demanaven que els eximissin de fer allò que els estava prohibit. A continuació rebien un certificat segons renunciaven a Jesucrist i havien sacrificat als déus, encara que no fos veritat; certificat que era llegit públicament.
Per l'altre costat, Baronio opina que els libel·làtics havien comès realment l'apostasia. Segons Bingham, és possible que coexistissin tots dos grups.

## Conseqüències
L'apostasia, real o simulada, era un crim molt greu: l'església d'Àfrica no restituïa a la comunió els libel·làtics fins que fessin una llarga penitència. Aquest rigor obligà els libel·làtics a trobar els confessors i els màrtirs que estaven presos o que anaven a morir per assolir mitjançant la seva intercessió l'absolució de les penes canòniques que havien de patir, en el qual s'anomenava "demanar la pau". L'abús d'aquests dons de pau causà un cisma a l'església de Cartago en temps de Sant Cebrià, qui protestà amb totes les seves forces contra la facilitat de perdonar aquestes prevaricacions, com es veu a les seves cartes 31, 52 i 68, així com al seu Tractat de Làpsis.
El cànon 11 del Concili de Nicea, que regula la penitència dels qui renunciaren a la fe sense haver estat violentats, pot ser relatiu als libel·làtics.